# هوریبه یاسوبه
هوریبه تاکه‌تسونه، یاسوبه (به ژاپنی: 堀部 安兵衛 武庸 Horibe Yasubee); ۱ ژانویهٔ ۱۶۷۰ – ۲۰ مارس ۱۷۰۳) سامورایی از اهالی قلمروی شیباتا یک هان (ژاپن) امروزه استان نیگاتا در دوره ادو بود. به عنوان رهبر نیروهای تندرو در بین چهل و هفت رونین که خواستار انتقام از کیرا یوشیناکا در ادو بودند، شناخته می‌شود.
یاسوبه یکی از چهل و هفت رونین بود و در هنگام مرگ اربابش آسانو ناگانوری به همراه دو ملازم دیگر خاندان آسانو، اوکودا شیگه‌موری ja:高田郡兵衛 و تاکادا گونبئی ja:高田郡兵衛 در ادو بودند. آنها پس از حادثه و تبدیل شدن به رونین به قلمروی آکو رفتند و با اُوایشی یُوشیئو ملازم ارشد خاندان آسانو دیدار کردند. هوریبه یاسوبه اصرار بر استفاده از شمشیر برای انتقام از کیرا یوشیناکا داشت، اما اُوایشی یُوشیئو به او توصیه کرد که احیای خاندان آسانو توسط آسانو ناگاهیرو را در اولویت قرار دهد. آنها پس از دیدن تسلیم قلعه آکو به شوگون‌سالاری، دوباره به ادو بازگشتند.